# Вімінаціум
Віміна́ціум (лат. Viminacium або Viminatium)' — давньоримський військовий табір, місто і столиця римської провінції Мезія, руїни якого знаходяться на сході сучасної Сербії, у районі сучасного міста Костолац, за 12 км від міста Пожаревац.
Місто засноване у I столітті н. е. і за оцінками налічувало близько 40 000 жителів, що робить його одним з найбільших міст відповідної епохи. Місто знаходилося на римській дорозі Віа Мілітаріс (лат. Via Militaris). В ньому функціонував свій монетний двір, що виготовляв монети виключно для потреб міста.
Вімінаціум був спустошений племенами гунів у V столітті, але був заново відбудований імператором Юстиніаном. Після захоплепння міста племенами слов'ян у VI столітті Віміна́ціум був зруйнований остаточно.
Місце археологічних розкопок займає 450 га й налічує зруйновані храми, вулиці, площі, амфітеатр, палаци, іподром і римські лазні. Перші розкопки у Вімінаціумі провів у 1882 р. Михайло Валтрович, який очолював тоді першу у Сербії кафедру археології.

## Галерея

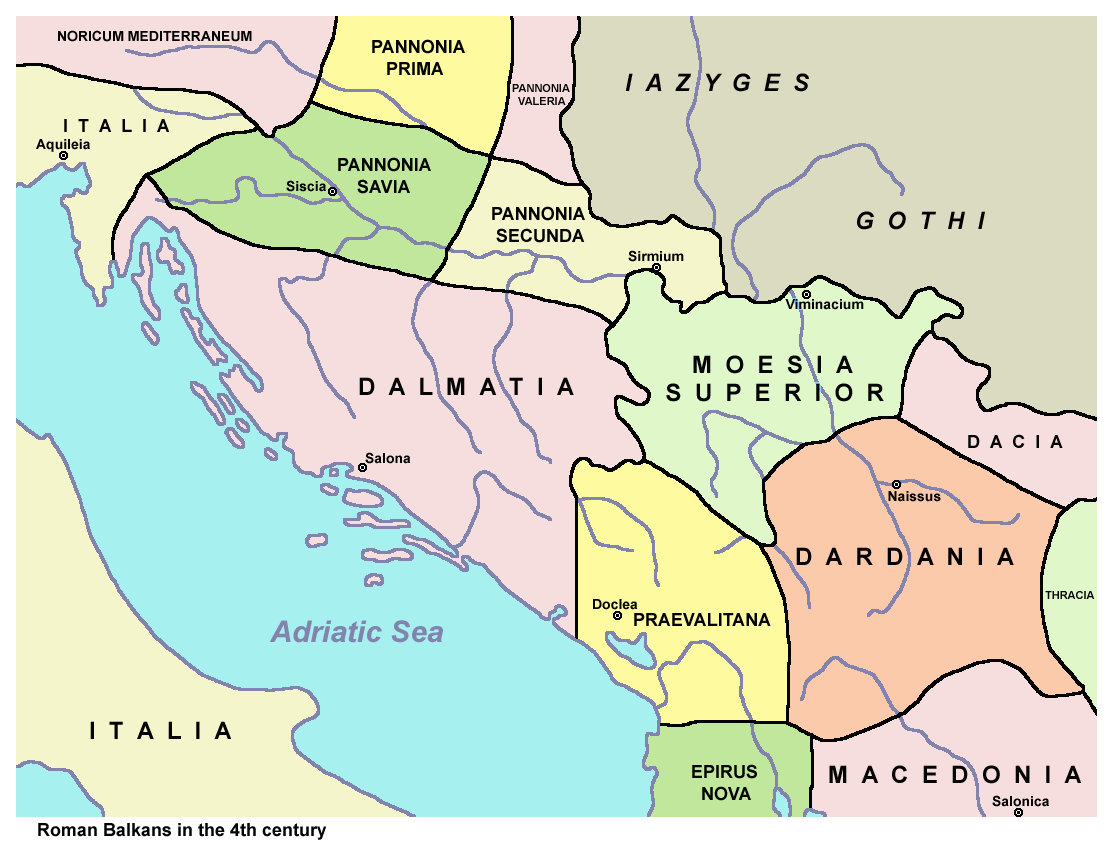
Вімінаціум у IV столітті
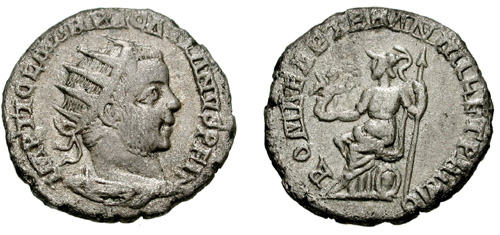
Монети, знайдені на місці розкопок у Вімінаціумі
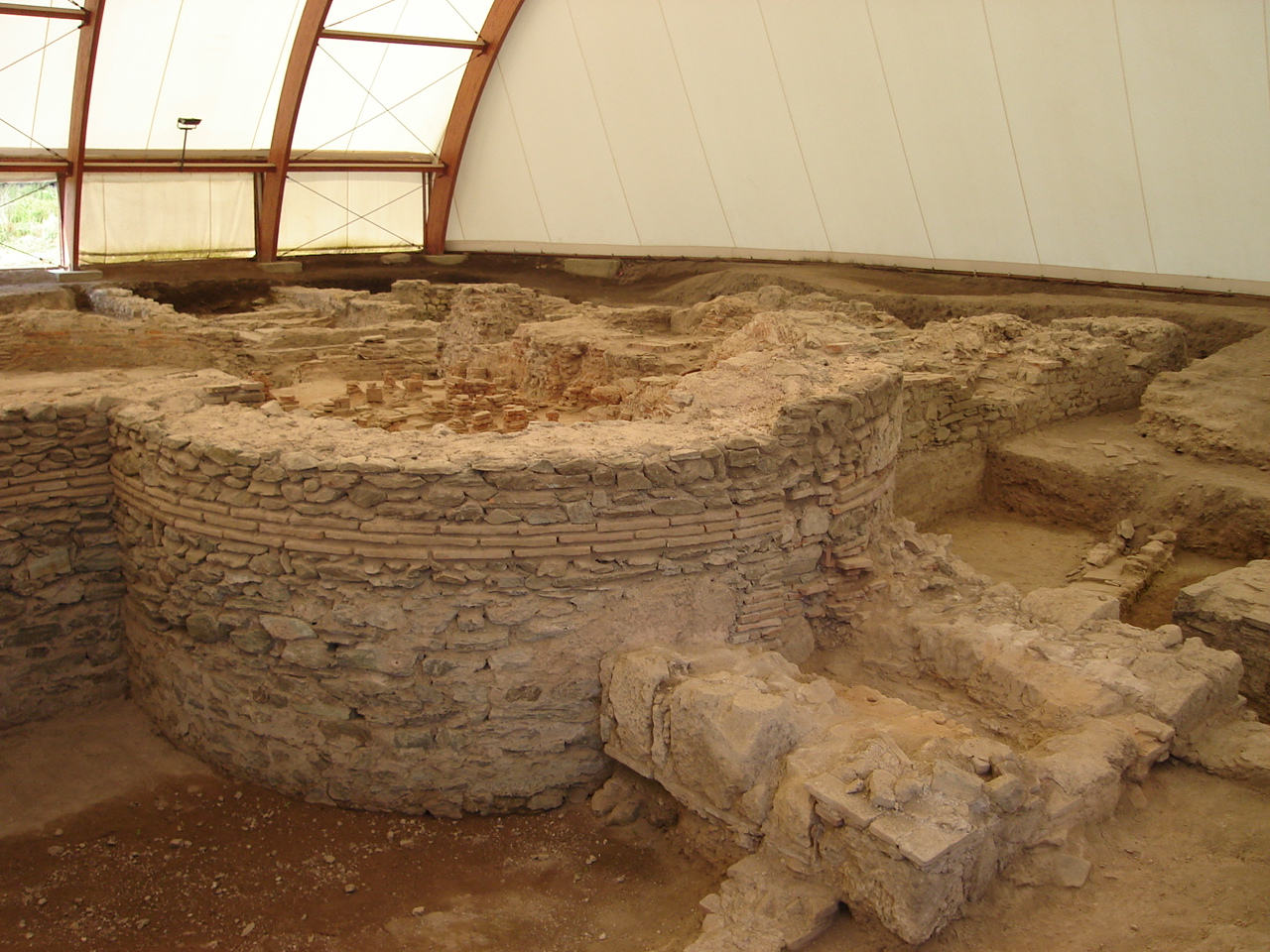
Вімінаціум
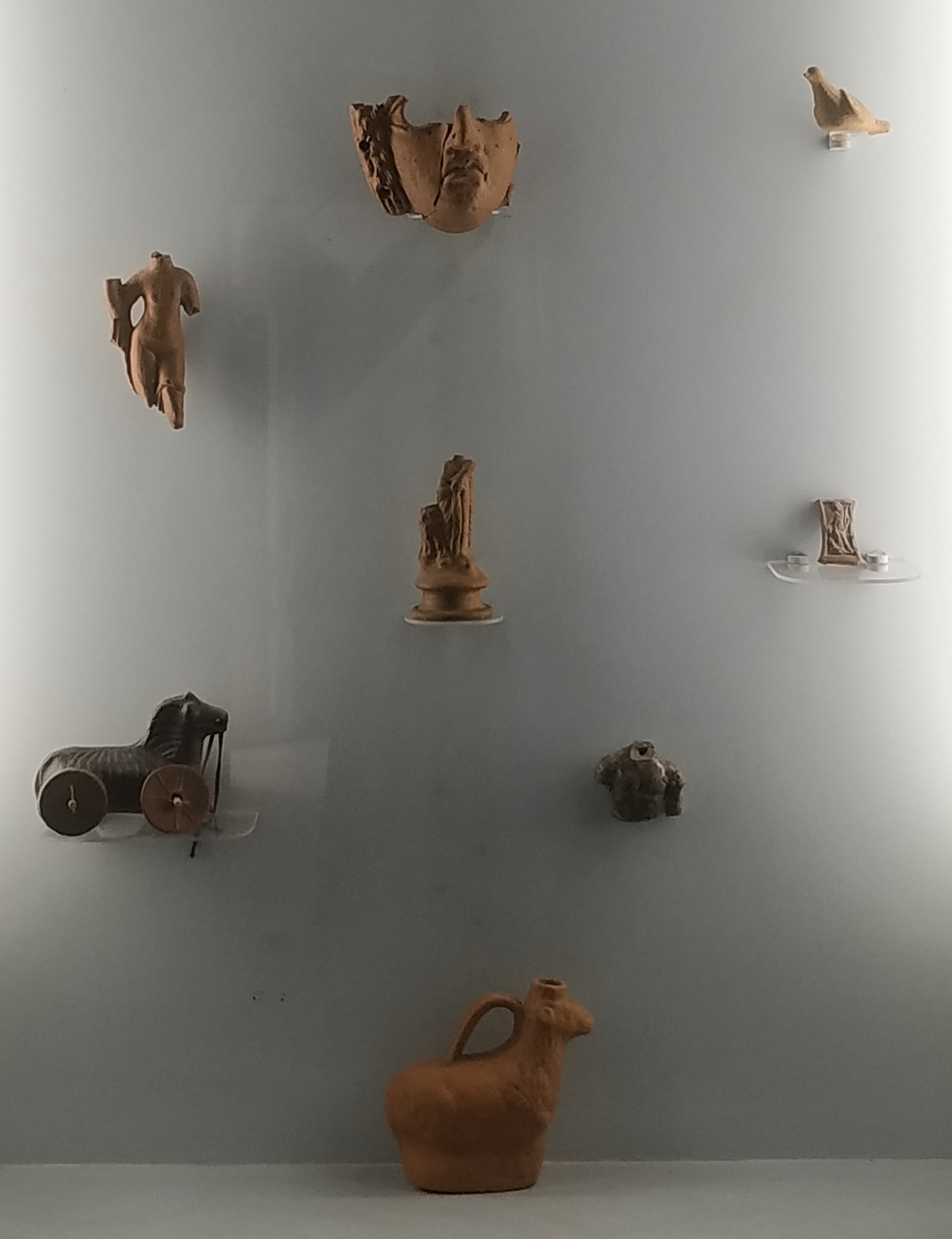
Іграшки з Вімінаціума, Національний музей у місті Пожаревац
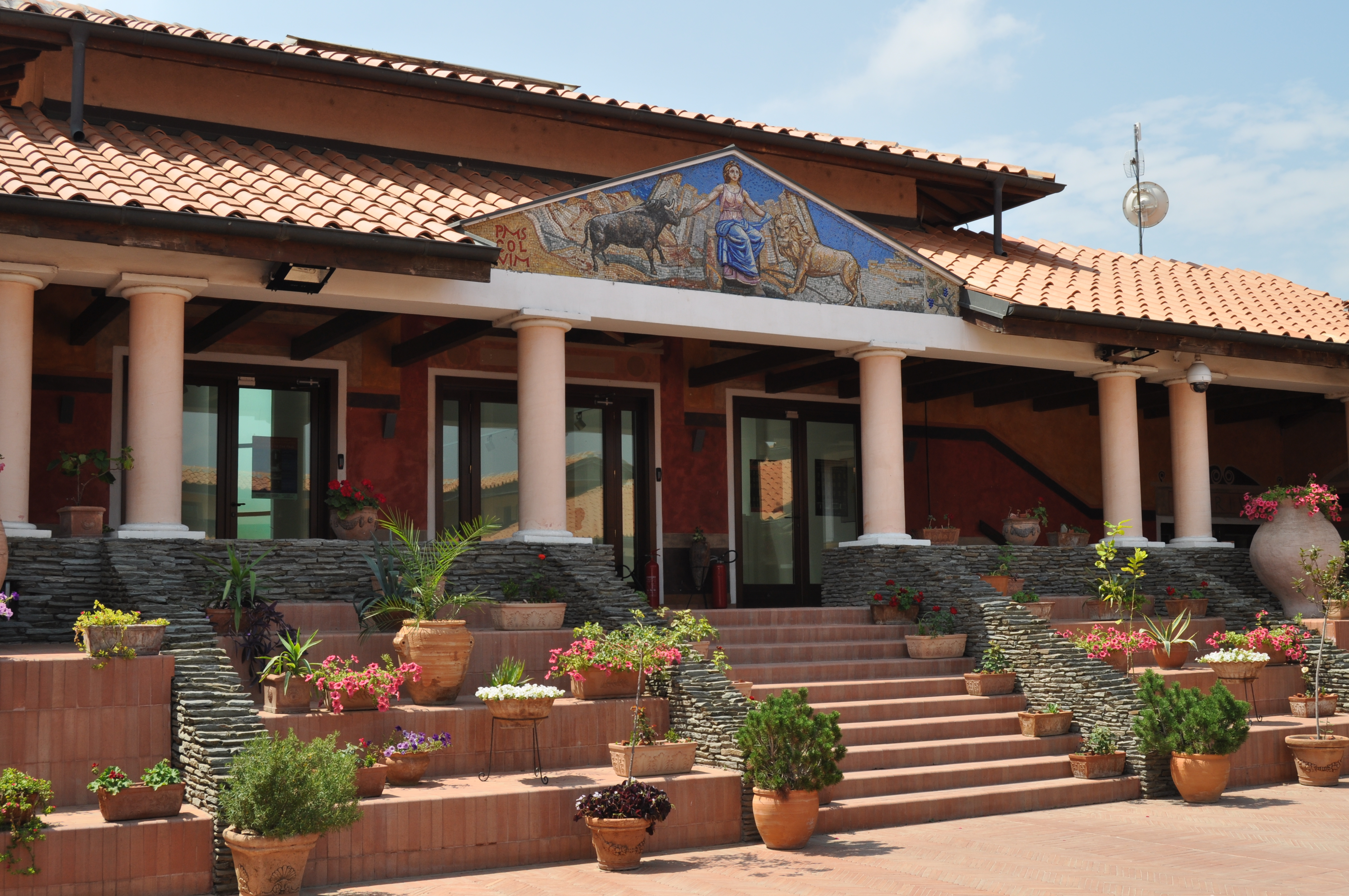
Реконструйована римська вілла
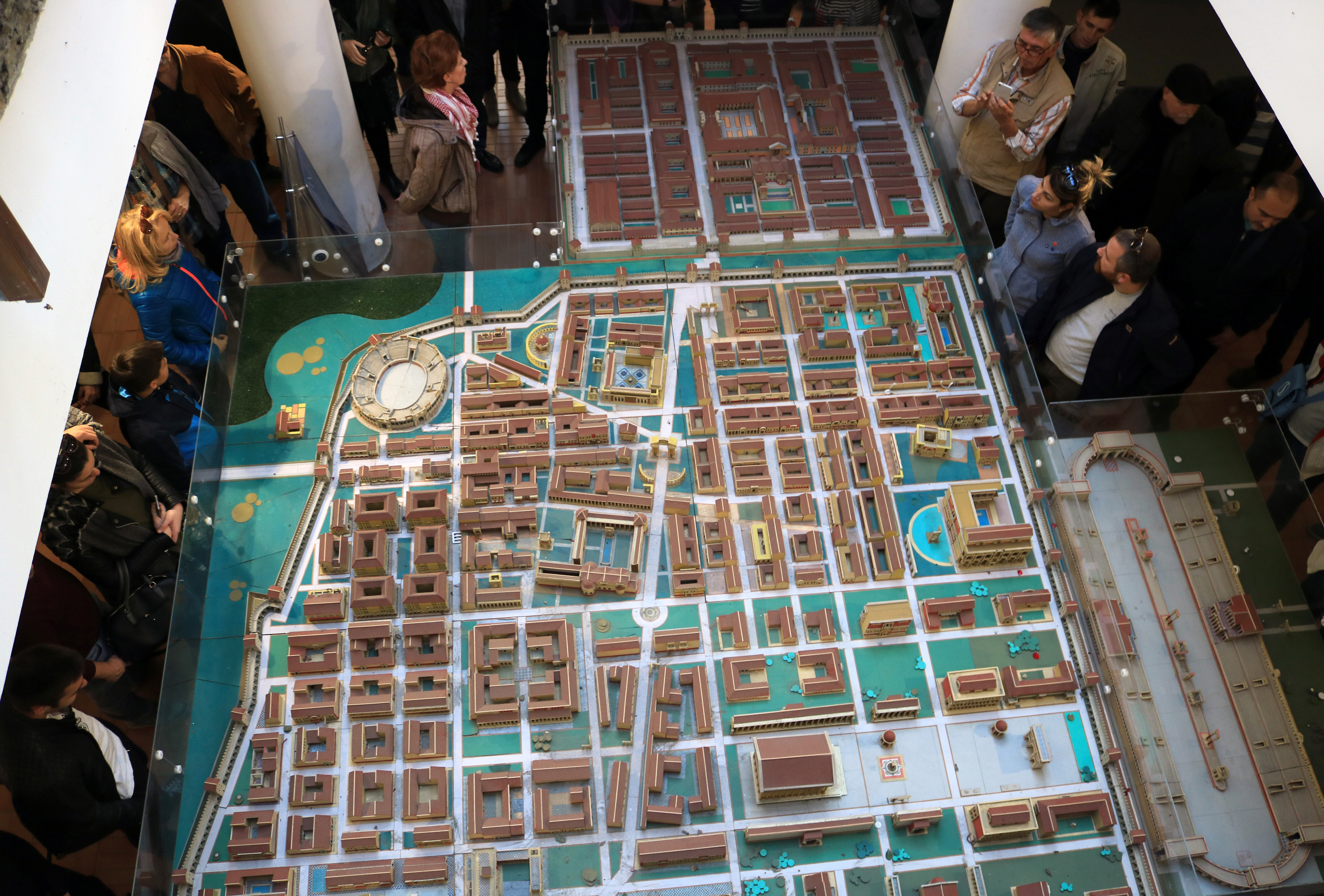
Макет міста Вімінаціум
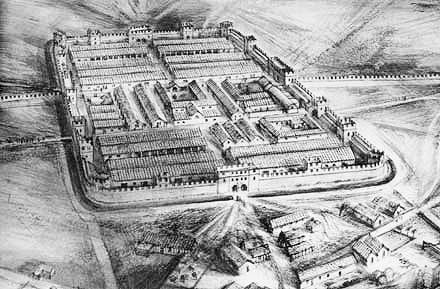
Модель Вімінаціума
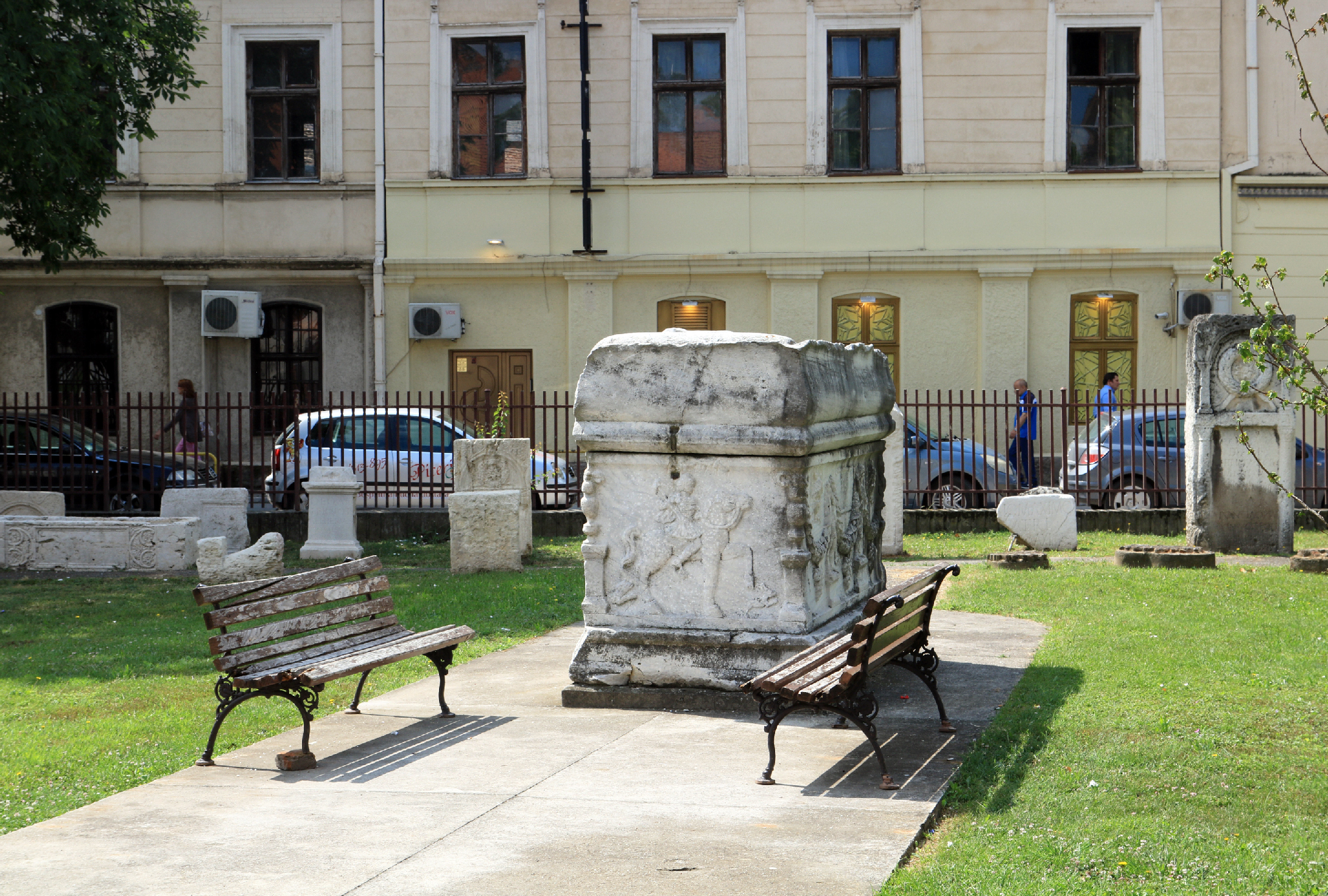
Саркофаг з Вімінаціума, Національний музей у місті Пожаревац